# Homarus americanus
El bogavante americano, bogavante canadiense, bogavante del norte, bogavante de Maine o langosta americana (Homarus americanus) es un crustáceo decápodo de la familia Nephropidae. Generalmente habita en aguas oscuras y frías, en donde hay rocas y otros lugares que les permite ocultarse de sus depredadores. Se encuentra en las costas de Estados Unidos, especialmente en Maine y en las aguas más frías de Quebec y de la costa marítima de las provincias atlánticas de Canadá, donde crece hasta alcanzar tallas enormes. Sus medidas generalmente oscilan entre los 20 y 60 cm de largo y pesan entre 0,5 y 4 kg, pero se han encontrado especímenes de más de 1 m de largo y 16 kg de peso.
Sus depredadores naturales son el bacalao y otros peces como el abadejo, también el pulpo e incluso bogavantes más grandes.
El bogavante muda su caparazón varias veces durante su juventud, pero en su madurez (cerca de los 4 años) solo una vez al año o, incluso, un periodo más largo). Cuando está próximo al período de muda, comienza a crecer debajo del caparazón el reemplazante.
El caparazón desechado se pone muy duro y oscuro, comenzando a cubrirse con marcas negras que lucen como rasguños. La línea central que recorre el caparazón del bogavante comienza a separarse y dividirse en dos partes, que luego caen. Las tenazas y la cola deben ser quitadas desde el viejo caparazón, siendo el nuevo muy blando todavía.
Mientras el nuevo caparazón es blando, durante las dos primeras semanas después de la muda, los bogavantes son muy vulnerables, tanto que no pueden moverse rápidamente para defenderse con sus pinzas. Incluso pueden ser presas para otros bogavantes, especialmente para las hembras de la especie cuando están incubando huevos, período durante el que se ponen muy defensivas.
Los huevos son pequeños y verdes, de alrededor de 1 mm de diámetro. Son transportados por la madre en el interior de la cola por un período cercano al mes, después del cual son despedidos y nacen. El número de huevos que puede llevar una hembra puede variar desde diez a más de mil, pero la tasa de supervivencia es muy baja, alrededor del 0,1 %.

## Distribución

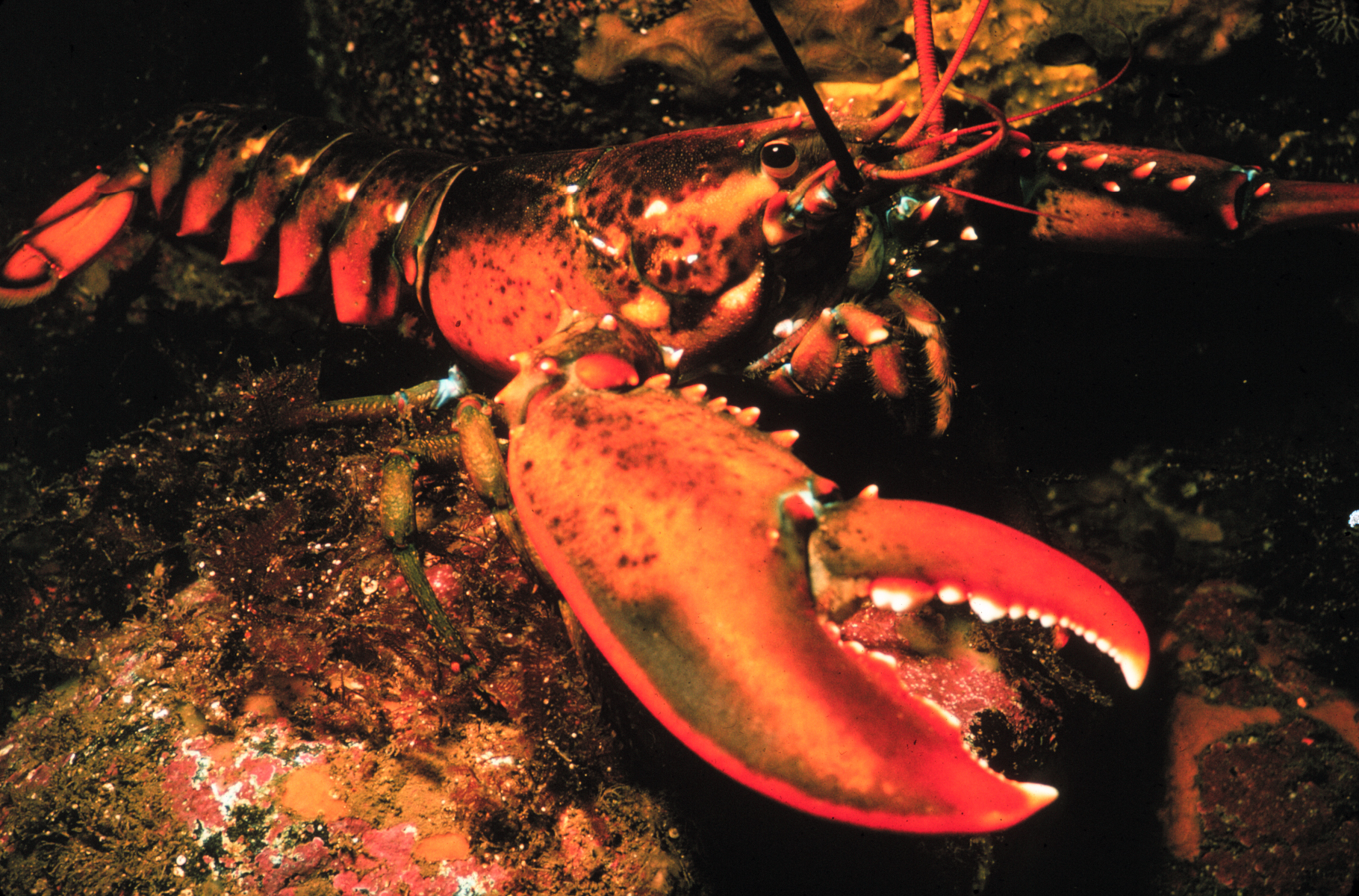
Homarus americanus

El Homarus americanus habita a lo largo de la costa del Atlántico en Norteamérica, desde Labrador en el norte hasta el cabo Hatteras, Carolina del Norte, en el sur. La especie es poco común al sur de Nueva Jersey, y los avistamientos en Delaware, Maryland, Virginia y Carolina del Norte normalmente son inferiores al 0.1 % del total. Una quela fosilizada atribuida al Homarus americanus fue encontrada en Nantucket, que data del Pleistoceno. En 2013 un bogavante americano fue capturada en Los Farallones cerca de la costa de California.

## Descripción

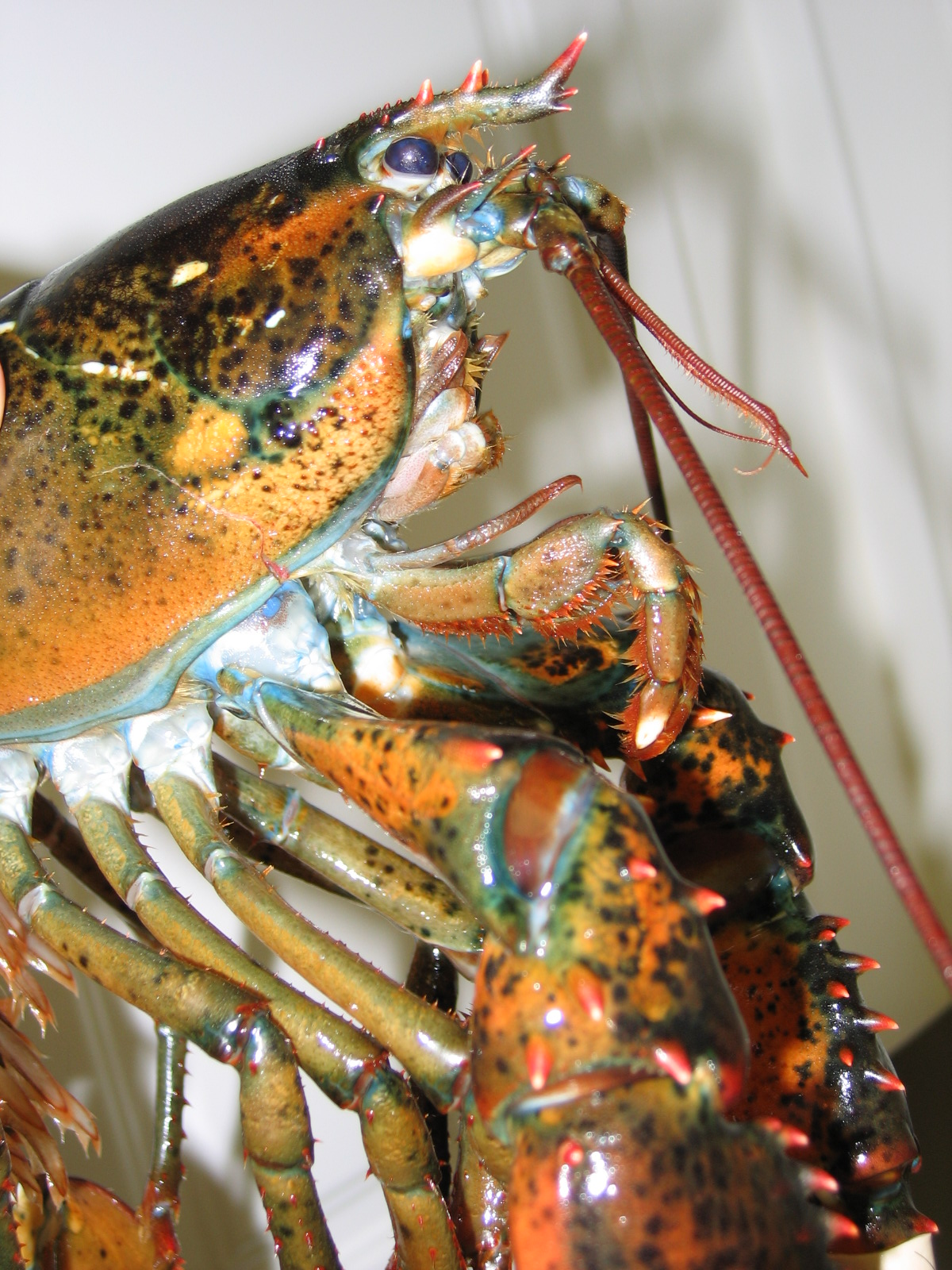
Perfil de la parte anterior de una bogavante americano

El Homarus americanus normalmente alcanza 200-600 mm de longitud y un peso de 0.45-4.08 kg, pero se sabe que pueden llegar a pesar hasta 20 kg, lo que lo convierte en el crustáceo más pesado del mundo. Junto con el Sagmariasus verreauxi es también considerado como el decápodo más largo del mundo; un adulto promedio mide aproximadamente 230 mm de largo y llega a pesar de 680 a 910 g. Los bogavantes americanos más largos tienen un cuerpo (excluyendo las quelas) de 64 cm de largo. De acuerdo al Libro Guinness de los récords, el crustáceo más pesado jamás registrado (20.1 kg) fue un bogavante americano capturado cerca de Nueva Escocia, Canadá.
El pariente más cercano del H. americanus es el bogavante europeo, Homarus gammarus. Ambas especies son muy similares y pueden ser cruzadas artificialmente; aunque es poco probable que ocurran híbridos en la naturaleza ya que sus rangos no se superponen. Ambas especies pueden distinguirse por varias características:
- El rostro del H. americanus posee una o más espinas en la parte inferior, característica de la que carece el H. gammarus.
- Las espinas en las quelas del H. americanus son rojas o de punta roja, mientras que las del H. gammarus son blancas o de punta blanca.
- La parte inferior de las quelas del H. americanus es anaranjada o roja, mientras que la del H. gammarus es de un blanco cremoso o de un rojo muy pálido.

### Cabeza
Las antenas miden aproximadamente 51 mm de largo las cuales se dividen en forma de Y con puntas puntiagudas. Cada punta exhibe una densa zona de pelo escalonado en forma de zigzag. Esos pelos están cubiertos por varias células nerviosas que pueden detectar los olores. Los pelos más largos y gruesos que se encuentran a lo largo de los bordes controlan el flujo de agua, que contienen moléculas de olor, hacia los pelos sensoriales internos. Las antenas más pequeñas proveen un sentido del olfato más potente. Al tener un par de órganos olfativos, un bogavante puede localizar la dirección del olor, de la misma manera que los humanos pueden percibir la dirección del sonido. Además de detectar olores, las antenas pueden detectar la velocidad del agua para mejorar la búsqueda de dirección.
Los bogavantes tienen dos vejigas urinarias localizadas en cada lado de la cabeza. Los olores que están presentes en la orina les permiten comunicar dónde están y cómo se encuentran. Pueden expulsar un largo chorro de orina de entre 1 y 2 m, de forma que pueden detectar un rival o un posible compañero en el área.

### Tórax
El primer par de peréiones (piernas) se compone de un par largo y asimétrico de quelas. La más larga es la que usan para "triturar" presas gracias a unos nódulos redondeados; la otra tiene bordes internos afilados y se usa para sostener o cortar a la presa.

### Coloración
El color normal del H. americanus es rojizo en el cuerpo y en las quelas, y verdoso en las piernas. Este color se produce mediante la mezcla de pigmentos amarillos, azules, y rojos que son formados de manera natural en el caparazón. Pese a la rareza de los bogavantes con colores extraños, las capturas son numerosas. No está claro si es efecto de las redes sociales que facilitan la difusión de estos sucesos, o si se debe a una caída en las poblaciones de los depredadores. Los bogavantes mencionados abajo suelen tener buena cobertura en los medios debido a su "rareza" y belleza.
| Color                          | Imagen | Rareza            | Descripción |
| ------------------------------ | ------ | ----------------- | --- |
| Azul                           |        | 1 en 2 millones   | Algunos bogavantes pueden presentar un color azul como resultado de una mutación genética que hace que el bogavante produzca una cantidad excesiva de una proteína en particular. La proteína y una molécula carotenoide roja conocida como astaxantina se combinan para formar un tono azul conocido como crustacianina, lo que le da al bogavante su color azul. Si bien se estima que 1 de cada 2 millones de bogavantes son azules, puede que no sean tan raras como se las representa, dada la cantidad de bogavantes que se capturan en un año determinado. David Spiegelhalter de la Universidad de Cambridge, señaló que un análisis aproximado muestra que cada año se capturan 200 millones de bogavantes en el Atlántico Norte. Dijo que si las probabilidades son correctas, significaría que 100 de ellas serían azules. Spiegelhalter concluyó que las capturas no son tan sorprendentes y que estos bogavantes probablemente aparecen la mayoría de los años. En cualquier caso, cuando se capturan bogavantes azules se devuelven al mar o se colocan en acuarios locales. |
| Rojo vívido                    |        | 1 en 10 millones  | La coloración roja en los bogavantes es el resultado típico de la astaxantina reaccionando con el calor durante la cocción. Se estima que las probabilidades de capturar una bogavante rojo vivo son una en un millón Bob Bayer, director del "Lobster Institute" (Instituto de Bogavantes) de la Universidad de Maine, declaró en 2016 que «la genética de los bogavantes rojos no se entiende tan bien» en comparación con los bogavantes azules. |
| Amarillo o naranja             |        | 1 en 30 millones  | Los bogavantes amarillos son el resultado de una mutación genética rara no documentada, mientras que los bogavantes anaranjados son producto de la falta de proteínas que ayudan a unir los diferentes pigmentos. La mayoría de los bogavantes anaranjados se describen como una mezcla de colores naranjos y negros. Los bogavantes amarillos y anaranjados generalmente son colocados en acuarios, ya que los depredadores pueden detectarlos fácilmente si se los devuelve al medio natural. Las probabilidades de capturar uno de estos bogavantes son una en treinta millones. |
| Coloración dividida            |        | 1 en 50 millones  | Se han capturado varias bogavantes que presentan un color diferente en el lado izquierdo y derecho del cuerpo. Según un investigador de la Universidad de Rhode Island, esta coloración dividida es el resultado de un trastorno genético que hace que los dos lados del bogavante se desarrollen de forma independiente. Los bogavantes de coloración dividida a menudo muestran características sexuales de ambos sexos, por lo que se consideran hermafroditas. Sin embargo, no todas estos bogavantes presentan estos rasgos, como un ejemplar femenino que fue capturado en Beverly, Massachusetts. La probabilidad de encontrar una de estos bogavantes se estima en una en cincuenta millones. En una ocasión, un pescador de Maine atrapó un bogavante marrón y naranja, y lo envió al oceanario local, donde comentaron que en 35 años solo habían visto tres bogavantes de este tipo. |
| Irisdiscente o blanco (Albino) |        | 1 en 100 millones | Se estima que una en cien millones de bogavantes son albinos, es decir, carecen de pigmentación en el cuerpo. Los "bogavantes blancos" que todavía tienen algo de color presente en el caparazón también son producto de la misma rareza, pero no se clasifican como "albinos". Este tipo de bogavantes probablemente sufra un trastorno genético llamada leucismo según la Asociación de Pescadores de la Costa de Maine. Ambos defectos genéticos no son únicos de los bogavantes y aparecen también en otras especies de animales. |

## Ciclo vital

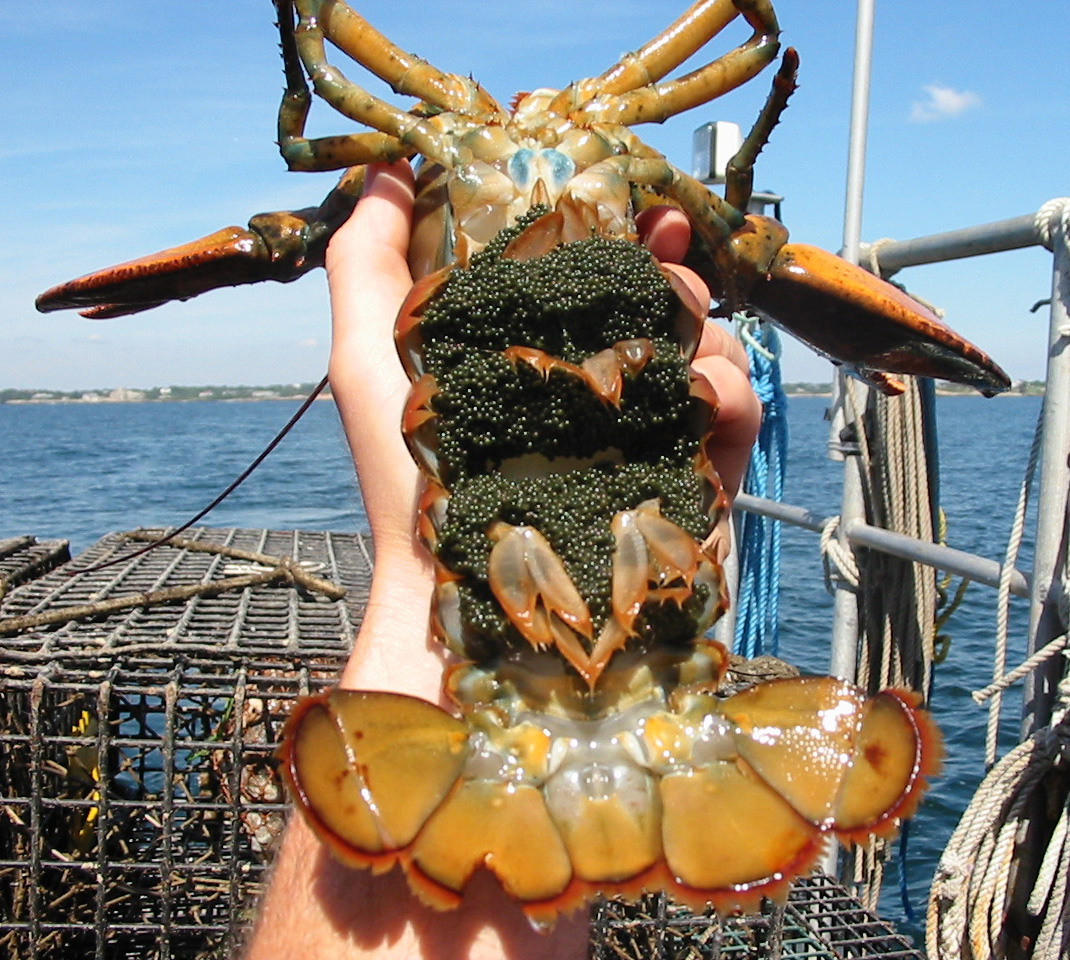
Un bogavante hembra llevando huevos en sus pleópodos. La segunda aleta de la cola desde la izquierda ha sido muescada por los investigadores para indicar que es una hembra en estado de reproducción.

El apareamiento solo ocurre poco después de que la hembra ha mudado y su exoesqueleto aún está blando. La hembra libera una feromona que hace que los machos se vuelvan menos agresivos y comiencen el cortejo, lo que implica un baile de cortejo con las quelas cerradas. Finalmente, el macho inserta espermatóforos (paquetes de esperma) en el receptáculo seminal de la hembra usando sus primeros pleópodos; la hembra puede almacenar el esperma hasta 15 meses.
La hembra libera óvulos a través de sus oviductos, y pasan el receptáculo seminal donde son fertilizados por el esperma almacenado. Luego se unen a los pleópodos de la hembra usando un adhesivo, donde se cuidan hasta que estén listos para salir del cascarón. La hembra limpia los huevos regularmente y los rocía con agua para mantenerlos oxigenados. Debido a que este período dura de 10 a 11 meses, se pueden encontrar hembras fertilizadas durante todo el año. En las aguas de Nueva Inglaterra, los huevos se ponen generalmente en julio o agosto, y eclosionan en mayo o junio. El embrión en desarrollo pasa a través de varias mudas dentro del huevo antes de eclosionar como una larva. Cuando los huevos eclosionan, la hembra los libera agitando su cola en el agua.
La larva de H. americanus mide 8.5 mm de largo y es transparente. También posee grandes ojos y una larga columna que sobresale de su cabeza. Mudan rápidamente, y las siguientes tres etapas son similares pero más grandes. Estas mudas tardan entre 10 y 20 días, durante los cuales las larvas planctónicas son vulnerables a la depredación; se cree que solo 1 de cada 1000 sobrevive hasta la etapa juvenil. Para llegar a la cuarta etapa, la larva sufre metamorfosis y, posteriormente, muestra un parecido mucho mayor con el bogavantes adulto, mide aproximadamente 13 mm de largo, y es capaz de nadar con sus pleópodos. En esta etapa, las quelas del bogavantes todavía son relativamente pequeñas por lo que deben huir si se ven amenazadas.
Después de la siguiente muda el bogavante se hunde en el fondo del océano y adopta un estilo de vida bentónico. Las mudas ocurren con menos frecuencia, desde una tasa inicial de 10 veces al año hasta una vez cada pocos años. Después de un año estas miden entre 25 y 38 mm de longitud, y después de seis años puede pesar 0.45 kg. Si se sienten amenazados, los bogavantes adultos prefieren luchar a menos hasta que puedan perder una de sus quelas.

## Ecología
El bogavante americano prospera en aguas frías y poco profundas donde hay muchas rocas y otros lugares para esconderse de los depredadores. Normalmente vive a 4-50 m de la superficie, pero puede ser encontrada hasta a 480 m de profundidad

### Dieta
La dieta natural del H. americanus es relativamente consistente a través de diferentes hábitats. Esta se compone principalmente de moluscos (especialmente de mejillones), equinodermos y poliquetos, aunque puede comer una amplia gama de otras presas, incluyendo otros crustáceos, ofiuras y cnidarios. Se ha demostrado que los bogavantes de Maine obtienen del 35 al 55 % de sus calorías del arenque, que se utiliza como cebo para las trampas de bogavante. Solo se captura el 6 % de los bogavantes que entran en las trampas para alimentarse.

### Enfermedades

#### Bacterianas
La Gaffkaemia es una enfermedad infecciosa extremadamente contagiosa de los bogavantes causada por la bacteria Aerococcus viridans. Ésta solo requiere unas pocas células bacterianas para causar la muerte de bogavantes sanos. Los bogavantes infectadas presentan una descoloración de tono naranjo oscuro del abdomen ventral. De hecho, esta es la hemolinfa o sangre que se ve a través de las delgadas membranas artrodiales ventrales. La decoloración proviene de la astaxantina, un pigmento carotenoide que se mueve a la sangre en momentos de estrés. El mismo signo también se observa en otras enfermedades de los bogavantes y parece ser una respuesta al estrés inespecífica, posiblemente relacionada con las propiedades antioxidantes e inmunoestimuladoras de la molécula de astaxantina.
La Enfermedad Epizóotica del Caparazón es una infección bacteriana que causa lesiones negras en los caparazones dorsales de los bogavantes, lo que reduce su valor en el mercado y, en ocasiones, las mata.
La Enfermedad de los brazos del bogavante es causada por una infección sistemática de la bacteria Vibrio fluvialis (o especies similares) que provoca que el bogavante se vuelva letárgico y muera.

#### Parasitarias
La Paramoebiasis es una enfermedad infecciosa en los bogavantes causada por la infección de los sarcomastigóforos Neoparamoeba pemaquidensis. Este organismo también causa la Enfermedad branquial amebiana en los salmones atlánticos (Salmo salar) criados. La infección ocurre en todos los tejidos, causando lesiones similares a granulomas, especialmente dentro del cordón nervioso ventral, los intersticios del hepatopáncreas y la glándula antenal. Ha fundadas sospechas de que la paramoebiasis desempeñó un papel destacado en la rápida muerte de los bogavantes americanos en Long Island Sound que ocurrió en el verano de 1999.

#### Entorno
La Calcinosis excretora en bogavantes americanos de Long Island Sound fue descrita en 2002. La enfermedad hace que se formen cálculos mineralizados en las glándulas y branquias antenales. Estos causan una pérdida de superficie alrededor de las branquias, y el bogavante finalmente se asfixia. Se han propuesto varias razones para la causa de un brote reciente de la enfermedad. El factor más generalmente atribuido es una mayor duración de temperaturas cálidas en el fondo de Long Island Sound.

## Taxonomía
El bogavante americano fue descrita por primera vez por Thomas Say en 1817 en la costa de Nueva Jersey. El nombre que escogió Say, "Astacus marinus", fue invalidado como homónimo más moderno de Astacus marinus fabricius, 1775, que a su vez es un sinónimo más moderno de Homarus gammarus. El bogavante americano obtuvo su actual nombre científico , Homarus americanus, por Henri Milne-Edwards su trabajo de 1837 Histoire naturelle des Crustacés ("Historia natural de los Crustáceos"). El nombre común preferido por la Organización de las Naciones Unidas para la Alimentación y la Agricultura es "Bogavante americano".

## Como alimento

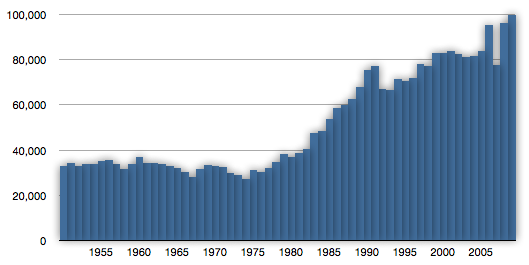
Producción de captura global en toneladas por año

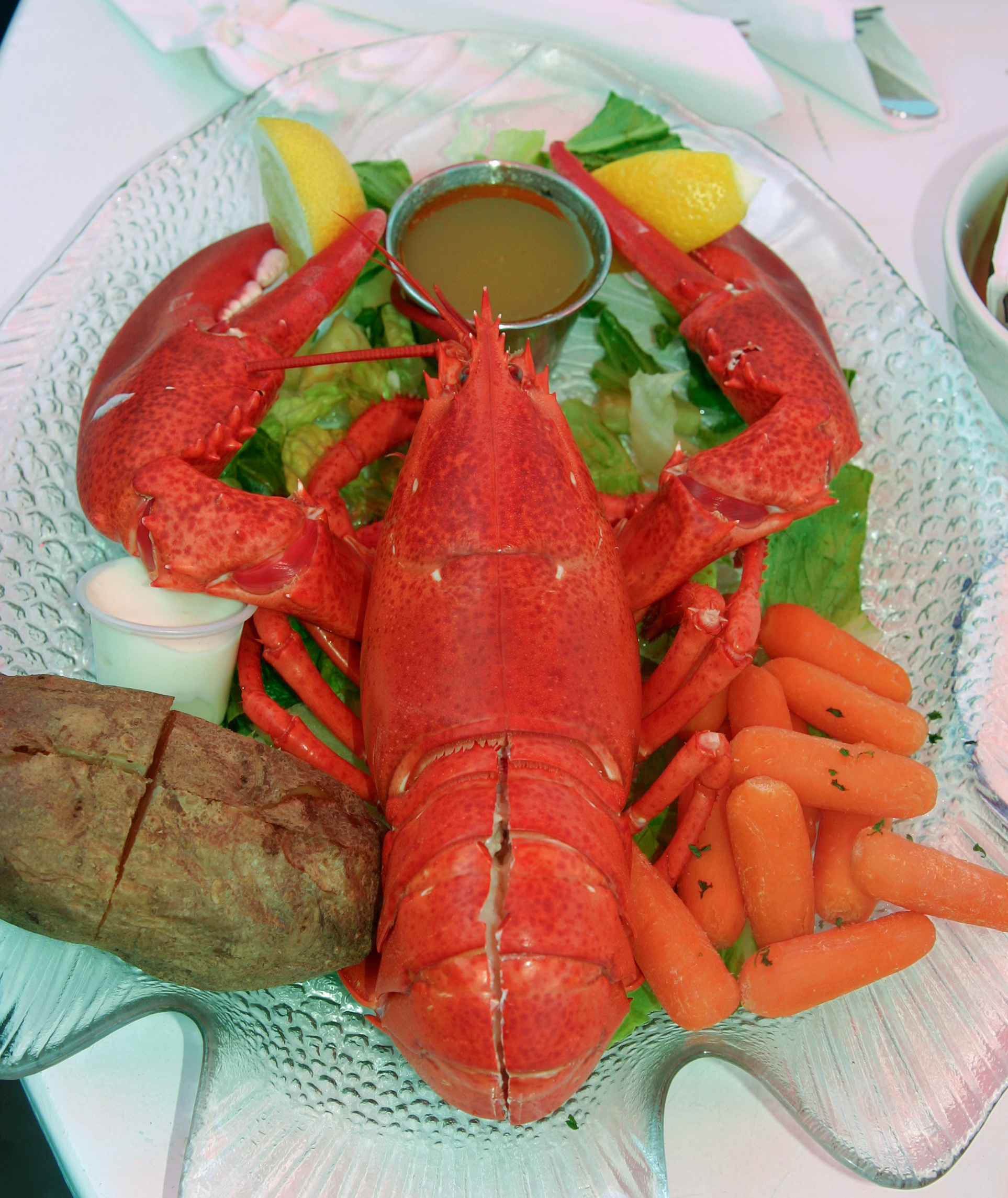
Un bogavante cocinado

Los bogavantes americanos son un alimento muy popular. Normalmente son hervidos o cocinados al vapor. Los de caparazón duro (aquellos cuya última muda fue hace mucho tiempo) pueden sobrevivir fuera del agua por cuatro o cinco días si se los mantiene refrigerados. En cambio los de caparazón blando (aquellos cuya última muda fue hace poco) no sobreviven más que dos horas fuera del agua. Los bogavantes normalmente son cocinados vivos, lo que en algunas áreas es ilegal y puede ser considerado inhumano.
Una manera común de servir la 'cola' de bogavante (el abdomen) es con carne de vacuno, conocida como "surf and turf". Los bogavantes tienen un órgano verdoso o marrón llamado "tomalley", cuya función es parecida a la del hígado y del páncreas en los humanos, eliminando toxinas del cuerpo.
Se sugiere usar un juego básico de cascanueces y una herramienta larga y delgada para extraer la carne de las áreas inaccesibles, aunque los comensales más experimentados pueden comer al animal sirviéndose de sus propias manos o de una herramienta simple (como un tenedor, un cuchillo o una piedra). Comer un bogavante puede ser complicado, y la mayoría de los restaurantes ofrecen un babero de bogavante. La carne generalmente está contenida en las garras (quelas) y colas más grandes, y se mantiene caliente bastante tiempo después de ser servida. Hay algo de carne en las piernas y en los brazos que conectan las grandes garras al cuerpo. También hay una pequeña cantidad de carne justo debajo del caparazón alrededor del tórax y en las patas más pequeñas.

### Industria del bogavante americano

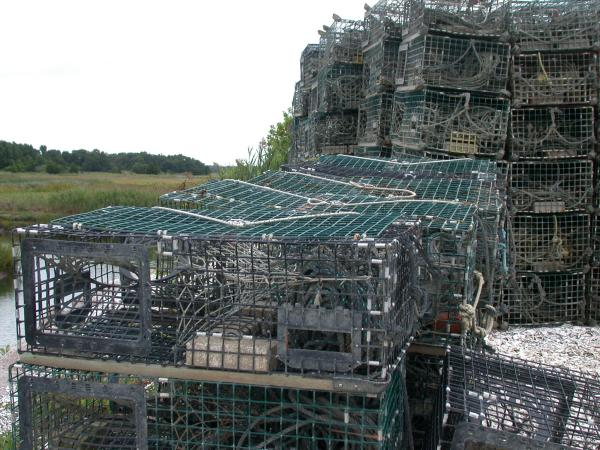
Trampas de bogavante en Long Island Sound cerca de Guilford, Connecticut

La mayoría de los bogavantes provienen de la costa noreste de América del Norte, y las provincias atlánticas de Canadá y el estado estadounidense de Maine los principales productores. Se capturan principalmente utilizando trampas para bogavantes, aunque también son capturados de accidentalmente por los arrastreros de fondo, los pescadores que usan redes de enmalle y los buceadores en algunas áreas. Maine prohíbe por completo a los buceadores la captura de bogavantes (las violaciones pueden resultar en una multa de hasta $1000). Maine también prohíbe estrictamente el desembarco de bogavantes capturados por los arrastreros de fondo y otros "equipos móviles". Massachusetts ofrece a buceadores licencias para capturar bogavantes por una tarifa, siendo como requisito residir en el estado. En Rhode Island los buzos también deben obtener un permiso.

#### Trampas para bogavantes
Las trampas para bogavantes son jaulas rectangulares hechas de malla de acero galvanizado recubierto de vinilo o madera, con entradas de malla tejida. Estas se llenan con cebos y se bajan al fondo del mar. Estas permiten la entrada de un bogavante, pero dificultan que los especímenes más grandes den la vuelta y logren escapar, lo que permite que las criaturas sean capturadas vivas. Las trampas tienen una boya flotando en la superficie, y los pescadores de bogavante revisan sus trampas entre uno y siete días después de colocarlas. La poca eficiencia del sistema de captura ha evitado inadvertidamente la sobrepesca de la población de bogavantes. Los bogavantes pueden escapar fácilmente de la trampa, y la defenderán contra otros bogavantes porque para ellas es una fuente de alimento. Se estima que un 10 % de los bogavantes que encuentran una trampa entran, y de las que entran el 6 % quedan atrapadas.

#### Estados Unidos
En los Estados Unidos la industria del bogavante está regulada. Los pescadores deben medir en cada bogavante la distancia desde el ojo hasta el final del caparazón; si el bogavante mide menos de 83 mm, es muy joven para ser vendida y debe ser devuelta al océano. También existe un tamaño máximo legal de 130 mm en Maine, destinado a garantizar la supervivencia de la población fértil sana de machos adultos; pero en algunos estados, como en Massachusetts, no hay regulación sobre la talla mínima. Además, las trampas deben contener un orificio de escape o "respiradero", que permita que los bogavantes juveniles y las especies capturadas accidentalmente escapen. La ley en Maine y otros estados dicta que debe instalarse un segundo gran agujero de escape. Este agujero se mantiene cerrado mediante el uso de clips biodegradables hechos de metal ferroso. Si la trampa se pierde, la trampa finalmente se abre, permitiendo que la captura escape.
Para proteger a las hembras reproductoras, cuando se capture una que transporte huevos se le deben hacer muescas en una aleta de la cola (la segunda desde la derecha, si el bogavante está del lado derecho y la cola está completamente extendida). Después de esto, la hembra no puede ser mantenida o vendida. Esta muesca permanece durante dos mudas del exoesqueleto de la bogavante, lo que le proporciona protección y el poder reproducirse de forma continua por hasta cinco años.

#### Canadá

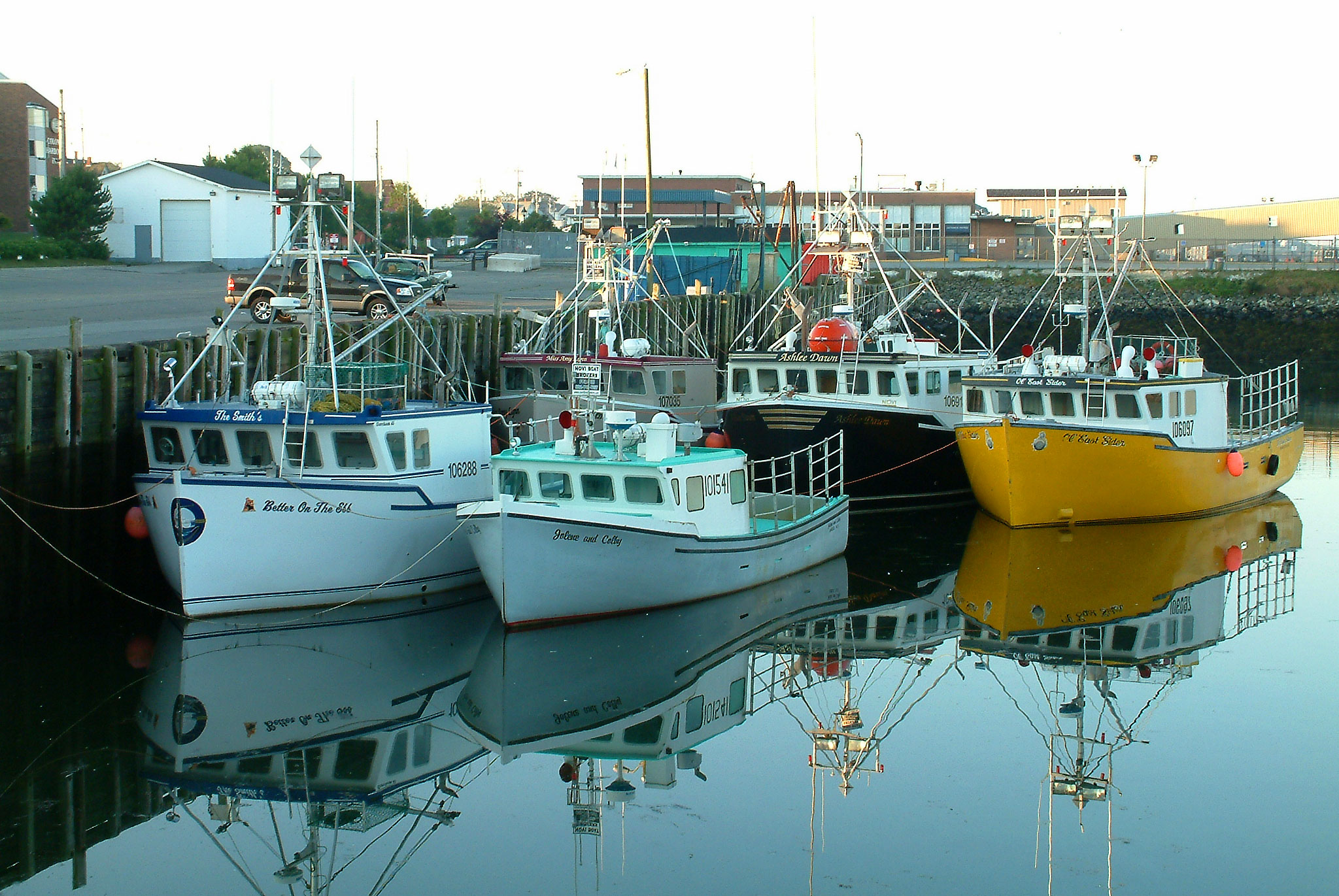
Barcos pesqueros en Yarmouth, Nueva Escocia

A fines de la década de 1990 y principios del siglo XXI, la pesca de bogavante fue la causa de los problemas entre los Acadianos y las Primeras Naciones Mi'kmaq en el territorio marino canadiense. La economía (e identidad) acadiana dependía sustancialmente de la pesca, especialmente de la del bogavante. En 1998, la Corte Suprema de Canadá falló a favor de las Primeras Naciones y les otorgó derechos ilimitados sobre los recursos naturales, en base a un tratado del siglo XVIII. El gobierno federal trató de retirar licencias y cuotas de los pescadores tradicionales, cuya cuota de pesca ya había disminuido drásticamente en los años anteriores, para concedérselas a los nativos. Burnt Church, una reserva entre Miramichi y la ciudad acadiana de Neguac, fue el centro de estos problemas. La tensión aumentó y disminuyó con cada temporada de pesca, llegando a su punto culminante en abril de 2003, cuando estalló un motín en el puerto de Shippagan, donde se incendiaron tres barcos de pesca de propiedad nativa y una planta de procesamiento de pescado. Desde entonces, se han hecho esfuerzos para acercar a los acadianos y a los nativos, disminuyendo así la tensión lentamente.

### Administración
El bogavante americano tiende a encontrarse establemente en las aguas más frías del norte, pero su abundancia disminuye gradualmente  al moverse hacia el sur. Para gestionar las poblaciones de bogavante se implementan gradualmente más regulaciones y restricciones, orientadas a lograr poblaciones sostenibles en el sur.

## Genética
Hasta la fecha no se ha publicado el genoma del bogavante americano, aunque un transcriptoma fue publicado en 2016.